# Marquesats de França
La llista de marquesats de França és la següent:
- Acigné

- Acy o Assy

- Agneaux

- Agrain

- Aguesseau

- L'Aigle (Laigle)

- Aigremont

- Airvault

- Aix (-les-Bains)

- Aizenay

- Alauzier

- Albert

- Albertas abans Bouc, Albertas 1817

- Albon

- Alby

- Alègre

- Aligre

- d'Aligre de Marans

- Alincourt

- Alluyes

- Alphonse

- Ambert

- Amblimont

- Ambly

- Ambres

- Amfreville

- Amou

- Ancre, després Albert

- Andelarre, després Jaquot d'Andelarre

- Andelot

- Andrésy

- Andusa, marquesat feudal

- Angerville

- Anglure

- Anjony

- Annebault

- Annonay

- Antigny

- Antin

- Aoust-Jumelles

- Apreville

- Aragon

- Aramon

- Arc-en-Barrois

- Arc-sur-Tille

- Arcelot

- Archiac

- Arcy
- Argence

- Argens

- Argenson

- Arifat

- Armentières

- Armolis

- Arpajon, abans marquesat de Chastres

- Arques

- Ars

- Arvillard

- Arvillars

- Asfeld

- Asnières

- Asnières-de-la-Châtaigneraye

- Assérac

- Assy

- Aubais

- Aubepeyre

- Aubeterre

- Aubignan

- Aubigny

- Aulnay(-lès-Bondy)

- Aurimont

- Aussonne

- Authume

- Autichamp

- Autry

- Aux, després marquesat de Villennes (1777-1963).

- Aux-Lally

- Avaray

- Avéjan

- Avernes

- Avèze

- Avoir

- Axat

- Axat

- Les Ayvelles

- Bacquehem

- Bagé-le-Châtel

- Bagnac

- Balagny

- Balay

- Balincourt

- Balleroy

- La Ballue

- Balon

- Bandeville

- Barastre

- Barbantane

- La Barben

- Barbézieux

- Bargemon

- Barral

- Barral d'Arenes

- La Barre

- Bassompierre

- Bassompierre

- Basville

- La Bâtie-de-Seyssel

- Bauché

- Baudricourt

- La Baume-d'Hostun

- Bausset ou Bausset-Roquefort

- Les Baux-de-Provence

- Bayers

- Bayon

- Bazillac

- Beauchamp

- Beaucourt

- Beaucourt(-en-Santerre)

- Beaufort

- Beaujeu

- Beaumont-la-Ronce

- Beaupré

- Beaupréau

- Beauregard

- Beaurepaire

- Beauvais

- Beauvau

- Beauvoir

- Beauvoir-sur-Mer
- Bélesta

- Le Bellay

- Bellebrune

- Bellefonds

- Bellegarde

- Belle-Isle

- Bellenaves o Bellenave

- Belleville-sur-Mer

- Bénac

- Bénéhart

- Bénouville

- Bercy

- Bernières

- Berny

- Bersaillin

- Bertoult d'Oeufs

- Bérulle

- Besanceuil

- Besmaux

- Beuvron

- Beynac

- Bièvre

- Bigny

- Biran

- Biron

- Bizy

- Blain

- blainville

- Le Blaisel

- Le Blanc

- Blanchefort

- Blangy

- Blanquefort

- Blaru

- Blérancourt

- Boiry

- Le Bois-de-la-Motte

- Le Bois-de-la-Musseo marquesat de la Muce
- Bois-Dauphin

- Le Bois-Février

- Boisgélin

- Boisragon

- Boisséson

- Boisy

- Bollwiller

- Bonac

- Bonas

- Bonnecourt

- Bonneguise

- Bonneuil

- Bonneval

- Bonnivet

- La Borde

- Born

- Bouc

- Le Bouchet-Valgrand

- Bouclans

- Bouillé

- La Boulaye

- La Boulaye

- Bourbonne

- La Bourdaisière

- Bourdeille

- Le Bourdet

- La Bourdonnaye

- Bournazel

- Boury

- Boury

- Boutetières

- Bouteville

- Bouville

- Bouzols

- Boves

- Boynes

- Bozas

- Branges

- Brantes

- Brazais

- Brazeux

- Brécey

- Breille

- Bressieux

- La Bretesche

- Breteuil

- Le Breuil

- Bréval

- Brézé

- Brézolles

- Bridoré

- Brinon

- Brinvilliers el nom fou canviat el 1700 a marquesat de La Nothe

- Brion

- Broc

- Broissia

- Les Brosses

- Brüe

- Brun o marquwsat de La Roche

- Brunoy

- Bruyères-le-châtel

- Buchepot

- La Bussière

- Bussy-le-Château

- Cussy-le-Château

- Buzancy

- Cabannes

- Cabris

- Cagnes

- Campels

- Campet

- Candau

- Candolle

- Canillac

- Canisy

- Le Cannet

- Cany-Barville

- Caradeuc

- Cardaillac

- Carency

- Carman

- Carmaux

- Cassagne-Miramon

- Castéja

- Castelbajac

- Castellane

- Castelmoron

- Castelnau

- Castelnau-d'Estretefonds

- Castelnau-Laloubère

- Castelviel

- Castilly

- Castries

- Caulaincourt

- Caumont

- Causans

- Caux

- Le Lauzé-de-Nazelle

- Caylus

- Cazeaux

- Cépoy

- Céreste

- Cessac

- Chabanais

- Chabannes

- Chabrillan

- Chabris

- Chaffardon

- Chaillot

- Chaillou

- Chalabre

- Chalencon

- Challes

- Chalusset

- Chamberet

- Chambonas

- Chambray

- La Chambre

- Champcenetz

- Champlay

- Champvallon

- Chantérac

- La Chapelle-la-Reine o marquesat d'Argouges

- Chappes

- La Charce

- Charette

- Charnacé

- Charras

- La Charte-sur-le-Loir

- La Chasse

- Chassingrimont

- Le Chastel

- Le Chasteler

- Châteaubrun

- Châteaufrémont

- Châteaugiron

- Château-Gontier

- Château-L'arc

- Châteaumorand

- Châteauneuf

- Châteauneuf-la-Forêt

- Fhâteauneuf(-le-Charbonnier)

- Châteuneuf(-le-Rouge)

- Châteauneuf(-sur-Cher)

- Châteauneuf(-sur-Loire), ducat de la Vrillière 1770-77, convertit en marquesat

- Châteauneuf(-sur-Sarthe)

- Château-Renard

- Châteaurenault

- Châteauroux, ducat 1627

- Châteauvieux

- Châtelaillon

- Le Châtelet

- Le Châtellier(-le-Fort)

- Châtenois

- Chaulnes

- Chaumont

- Chaussin

- Chavagnac

- Chef-Boutonne

- Cheffontaines

- Chenon

- Chérisey

- Cherval

- La Chesnelaye

- La Chétardie

- La Chevalerie

- Chevrières

- Chignin

- Chilly

- Choisinet

- Choisy(-aux-Loges)

- Cholet

- Cingé

- Cinq-Nars(-la-Pile)

- Cipières

- Circé

- Cirey-sur-Blaise, ducat de Châtelet 1777

- Civrac

- Clairan

- Clairvaux

- Clam

- Clausonnette

- Clères

- Clermont-d'Entragues

- Clermont-Tonnerre

- Clervaux

- Clervaux

- Cluses

- Codolet

- Coëtanfao

- Coëtlogon

- Coëtmeur

- Coëtquen

- Coeuvres

- Coislin

- Coligny-le-Vieil

- Colombiers

- Combronde

- Comeiras

- Compiègne

- Conflans

- Cons-la-Grandville

- Constant-de-Rebecque

- Conti, principat 1588-1628

- Coppola

- Corbeau-de-Vaulserre

- Cosnac

- La Coste

- Coublans

- coucy

- La Coudraye

- Coudrée

- Couhé-Vérac

- Coupigny

- Courbons

- Courcelles

- Courcenay

- Courcival

- Courcy-aux-Loges

- Courseulles

- Courtanvaux

- Courtebourne

- Courtemanche

- Courtivron

- Courtomer

- Courville

- Couturelle

- Coux

- Cramayel

- Craon

- Craon

- Crénan

- Crénay

- Crénolle

- créquy

- Crèvecoeur

- Crillon

- Croismare

- croissy

- Croix

- Cruzy(-le-Châtel)

- Cucé

- Cugnac

- Cumond

- Curton

- Custines

- Dammartin o marquesat de Rose-Dammartin

- Dampierre

- Dampierre(-en-Burly)

- Dampierre(-le-Vieil)

- Dangeau

- Dadvisard

- Les Deffends

- Destilly

- Dinteville

- Dion-Malfiance

- Dolomieu

- Dormans

- La Douze

- Drée

- Dreux-Brézé

- Dromesnil

- Dunes

- Duras

- Duras-Chastellux

- Echauffour

- Ecquevilly

- Effiat

- Éguilly

- Éirron

- Elbeuf, ducat 1581

- Entrecasteaux

- Époisses

- Equirre

- Esclignac, ducat 1787

- Espagny

- Esparron

- Espeuilles

- Espiés

- Espinay

- Espinouse

- Esternay

- Estiau

- Estissac

- Estoublon

- Estourmel

- Éverly

- évry-les-châteaux

- Falletans

- La Fare

- Faudoas

- Faulquemont

- Faverges

- La Fayette

- Fayolle

- Fenoyl

- Fernoël

- Ferrières

- Ferrières-en-Brie

- Ferrières-le-Maistre

- La Ferronays

- La Ferté-Beauharnais

- La Ferté-Imbault

- La Ferté-Senneterre

- Fervaques

- Feuquières

- Fiennes

- Fimarcon

- Flamanville

- Flamarens

- flavacourt

- flayosc

- Flers

- La Flocellière

- Floressas

- Folembray

- Folin

- Fontenay

- Fontenay-Mareuil

- Fontenay-Trésigny o Trésigny

- Fontenilles

- La Force, ducat 1637

- Foresta

- Fors

- Fos, marquesat feudal d'una branca dels vescomtes de Marsella

- Fosseuse

- Fosseux

- Fox(-Amphoux)

- Fourilles

- Fourquevaux

- Francières

- Franclieu

- Fresnoy

- Frolois

- Fromenteau

- Fronsac, ducat 1608

- Frontenayo Montrichard

- Gaillon

- La Galaisière

- La Galissonière

- Gallardon

- Gallerande o Clermont-Gallerande

- Gamaches

- Gambais

- Gandelu

- La Garde-Adhémar

- La Garde(-lès-Grasse)

- La Garnache

- Gaudiès

- Gavaudun

- Genlis, ducat 1774 com a Villequier

- Gerbéviller

- Germigny

- La Gervaisis

- Gesvres

- Gex

- Givry(-en-Argonne)

- Gizeux

- Gordes

- Goulaine

- Gouvion-Saint-Cyr

- Grimaud

- La Guerche

- Harcourt

- Haroué, després marquesat de Craon

- Haucourt

- Hauterive

- Hautpoul-Félines

- Havrincourt

- La Haye-du-Puits

- Heilly

- Hem

- Herbault, marquesat-pairia, després Rancougne

- Héricourt

- Hesdigneul

- Hesmond o Hémont

- Heuchin

- Heudicourt

- Hocqueville

- Hocquincourt

- Houdancourt

- Houdetot

- Humières

- Huriel-Bartillat

- Les îles-d'Or

- Illiers

- Imécourt

- Iranda

- L'Isle-Bouzon

- L'Isle-Jourdain

- L'Isle-sous-Montréal

- Isles o Isle-Aumont, ducat a'Aumont 1665

- Ivry

- Jalesnes

- Janson

- Jaquot-d'Andelarre

- Jarzé

- Javon

- Jocas

- La Jonquière

- Jouffroy-d'Abbans

- Jouques

- Jovyac

- Jucoville (el 1762 Cussy)

- Juigné

- Jumilhac

- Kerjean

- Kernier

- Keroman

- Keroüartz

- Kervéno

- Laguiche

- Lally-Tollendal

- Lastronques

- Latour-Maubourg

- Lézeau, o La Motte-Lezeau

- Louvois

- Ludres

- Maulévrier

- Maupas

- Maintenon

- La Maisonfort

- Maleville

- Mathan

- Maubourg

- Menou

- Mirabel

- Montespan

- Montferrat

- Montferrer

- Mun

- La Musse

- Nazelle

- Neuville

- Ô

- O

- Œufs

- Oraison

- Osmond

- La Paluelle

- Pange

- Panisse-Passis

- Pardies

- Pérignon

- Persan

- Peyrelongue

- Pierrefeu

- Pissy

- Plessis-Bellière

- De Bruc de Montplaisir

- Plessis-Bellière

- De Rougé

- Pleurre

- Pluvinel

- Le Pont-en-Royans

- Pont-à-Mousson

- Pontcallec

- Puységur

- Rabodanges

- Ragny

- Rasnes

- La Roche

- Rochefort

- Roquefort

- La Roquette

- Rosny

- Rosambo

- Rothelin

- Roussy de Sales

- Sablé

- Saint-Genix-Beauregard

- Saint-Maurice

- Saint-Pois

- Saint-Rambert

- Saint-Sorlin

- Saint-Victor

- Savines

- Seignelay

- Sévigné

- Sillery

- Simiane

- Spada

- Thuisy

- Vaulserre

- Vaux o Volx

- Vibraye

- Villarceaux

- Villennes

- Voguë